# Andrea Naccari
Andrea Naccari (Pádua, 12 de agosto de 1841 – Turim, 2 de outubro de 1919) foi um físico e matemático italiano, notável por seu estudo sobre as propriedades termoelétricas dos metais, o efeito fotoelétrico de metais imersos em líquidos, e a condutividade elétrica de gases e líquidos dielétricos. Mostrou que a variação da resistência elétrica da água destilada é devida em grande parte à solubilidade do vidro de receptáculos nos quais ela estava contida.
Obteve um doutorado em matemática pura na Universidade de Pádua, orientado por Francesco Rossetti.